# Vũ Thị Phương Anh
Vũ Thị Phương Anh (sinh năm 2001), quê ở Thành phố Hồ Chí Minh, là nữ vận động viên thuộc đội tuyển bơi lội quốc gia Việt Nam.

## Sự nghiệp thể thao
Năm 2015, trong một giải bơi lội phong trào, Phương Anh lọt vào mắt xanh của các nhà chuyên môn và được Giám đốc Trung tâm Thể thao dưới nước Yết Kiêu Chung Tấn Phong đến thuyết phục gia đình cho theo nghiệp thể thao. Khi đó, Phương Anh đã 14 tuổi, quá tuổi lý tưởng để trở thành vận động viên bơi lội chuyên nghiệp. Phương Anh gia nhập Câu lạc bộ bơi quận Tân Bình rồi chuyển sang đội tuyển bơi thành phố do huấn luyện viên Cao Ngọc Trung cùng các chuyên gia nước ngoài hướng dẫn, tham gia các giải trẻ Đông Nam Á, giải trẻ châu Á và SEA Games 29.
Năm 2017, Phương Anh giành huy chương đồng ở Giải vô địch bơi lội trẻ châu Á ở hạng mục cự ly 50m ếch. Sau đó, tại Giải bơi lội vô địch quốc gia, Phương Anh đã gây nên "cú sốc" lớn với việc đánh bại Nguyễn Thị Ánh Viên cũng tại cự ly 50m ếch, với thành tích nhanh hơn 52% giây so với người đàn chị. Phương Anh chia sẻ rằng bản thân cũng bất ngờ với kết quả đạt được. Cũng tại giải này, Phương Anh tiếp tục cùng các đồng đội cùng lứa là Ngọc Thi, Ngọc Quyên và Bảo Ngọc đã đánh bại đội bơi Quân đội do Ánh Viên làm chủ lực ở nội dung tiếp sức 4x200m tự do nữ. Bản thân Phương Anh lại giành huy chương vàng ở nội dung tiếp sức 4x100m hỗn hợp nữ và 4x200m tự do nam nữ và phá một kỷ lục quốc gia.
Năm 2018, tại Đại hội Thể thao toàn quốc, Phương Anh cùng các đồng đội giành huy chương vàng ở các nội dung 4x100m tự do nữ, 4x200m tự do nữ, 4x100m bơi hỗn hợp nữ, 4x200m bơi hỗn hợp nữ, 4x100m hỗn hợp nam nữ, 4x200m bơi hỗn hợp nam nữ cùng huy chương vàng nội dung cá nhân 50m bơi ếch nữ, 100m bơi ếch nữ, 200m bơi ếch nữ.
Năm 2019, Phương Anh tham dự SEA Games 30 diễn ra tại Philippines. Tại hạng mục 200m ếch, Phương Anh dù về nhất ở vòng loại nhưng lại bị xóa kết quả do trọng tài xác định phạm quy, đánh mất cơ hội tham dự vòng chung kết.